# Ankpa
Ankpa è una delle ventuno aree a governo locale (local government areas) in cui è suddiviso lo stato di Kogi, in Nigeria. Estesa su una superficie di 1.200 km², conta una popolazione di 267.353 abitanti.